# Pasztorál
A pasztorál békés falusi hangulatot idéző ének vagy zenés színpadi mű, hangszeres kompozíció.

## Eredete
A karácsonyi ünnepekhez a bibliai pásztorokra asszociálva kötődik.
A barokk zenében egy nagyszekundos dallam zümmögő basszus fölött, mely a máig élő tradicionális olasz karácsonyi játékokat idézi, ahol pifferarin - olasz dudán - és pásztorsípon zenéltek.

## Jellemzői
A pasztorál 6 nyolcados vagy 12 nyolcados ütemű zene. Nagyszekundos dallam, mely a naiv népi dallamok és a gyerekdalok hangulatát adja vissza. Különösen a francia zeneszerzők szerették ezt a technikát.

## Példák
Tipikus példája Antonio Vivaldi: Négy Évszak - Tavasz harmadik tétele, vagy Georg Friedrich Händel: Messiás-ának Pifa (ld. pifferari) tétele vagy Johann Sebastian Bach: Karácsonyi Oratóriumának második nyitó tétele, mely bevezető a pásztorok angyali üdvözletéhez.  Példát ad erre még Domenico Scarlatti billentyűs szonáta műve és még sok más zeneszerző a barokktól a klasszikusokig.

## Külső hivatkozások
- - Rossini: Pasztorál kvartett
- - a kvartett szövege / Choralwiki
- - Händel: Messiás Pifa tétele
- - Csajkovszkij: A pikk dáma - pastorale rész
- - Marc-Antoine Charpentier: Pastorale sur la naissance de Notre Seigneur Jésus, H.483